# Biológiai kockázatértékelés
Azokban a munkakörökben, ahol fertőzésveszély, vagy járványveszély lehetősége áll fenn, biológiai kockázatértékelést kell végezni, annak érdekében, hogy a munkavállaló biztonságát és egészségét fenyegető kockázatot meg lehessen becsülni, továbbá a szükséges intézkedések meghatározhatók legyenek a 61/1999 (XII.1.) EüM rendelet alapján.

## Értékelés tárgya
A munkáltatónak kell határoznia a munkavállalókat érő expozíció (veszélyeztetettség) jellegét, időtartamát és amennyiben lehetséges mértékét.

## Értékelés gyakorisága
A biológiai kockázatértékelést, kockázatbecslést minden (az adott munkahelyen ténylegesen megjelenő) biológiai tényezőre ki terjeszteni
A biológiai kockázatbecslést évente - továbbá minden olyan esetben meg kell ismételni, amikor a körülmények megváltozása a munkavállaló biológiai tényezőkkel történő expozícióját befolyásolhatja - ugyanúgy el kell végezni, mint az általános munkahelyi kockázatértékelés esetében.
A biológiai kockázatbecslés, kockázatértékelés az alapja a szükséges egyéni védőeszközök, illetve a munkaköri védőoltások meghatározásának.

## A főbb kockázati szektorok és tevékenységek
- Élelmiszergyártás
- Mezőgazdaság, erdészet, kertészet
- Az összes tevékenység, melynek során állatokkal vagy állati eredetű anyagokkal érintkezhetnek
- Egészségügy és szociális munka
- Hulladékkezelés, szennyvíztisztító üzemek
- Mikrobiológiai analitikus laboratóriumok vagy biotechnológiai vállalatok
- Fafeldolgozó ipar, fémfeldolgozó ipar (fémfeldolgozó folyadékok használata)
- Papír, üveg, szintetikus anyagok, csomagolóanyagok újrahasznosító üzemei
- Építőipar (természetes anyagok pl. agyag, szalma, nád feldolgozása; épületek átépítése)
- Légkondicionáló rendszerekkel rendelkező és magas páratartalmú munka területek (pl. textilipar, nyomdaipar és papírgyártás)
- Levéltárak, múzeumok, könyvtárak.